# Opsion regni
Opsion regni är en tvåvingeart som beskrevs av Chandler 1991. Opsion regni ingår i släktet Opsion och familjen svampmyggor. Inga underarter finns listade i Catalogue of Life.